# 45P/Хонда — Мркоса — Пайдушаковой
Комета Хонда — Мркоса — Пайдуша́ковой (45P/Honda–Mrkos–Pajdušáková) — короткопериодическая комета из семейства Юпитера, которая была открыта 3 декабря 1948 года японским астрономом Минору Хонда и была описана как небольшой диффузный объект 9,0 m звёздной величины. Примерно в этом же время независимо от него комета была обнаружена также чешским астрономом Антонином Мркосом и словацким астрономом Людмилой Пайдушаковой. Комета наблюдалась во все свои возвращения кроме 1959 года и активно исследовалась в 2011 и 2017 годах. Комета обладает довольно коротким периодом обращения вокруг Солнца — чуть более 5,2 года.

Орбита кометы Хонда — Мркоса — Пайдушаковой и её положение в Солнечной системе

## История наблюдений
Первая параболическая орбита была рассчитана Л. Э. Каннингемом с использованием положений, полученных до 9 декабря. Он определил дату перигелия 20 ноября 1948 года. Чуть позже А. Шмиттом был рассчитан первый приближённый вариант эллиптической орбиты кометы, на основе её позиций от 8, 11 и 14 декабря. Проведённые, на основании дальнейших наблюдений, расчёты позволили установить окончательную дату перигелия 17 ноября, а период обращения в 5,22 года. 
Смоделировав движение этой кометы за более ранние годы, учёные установили, что на данную орбиту комета попала совсем недавно — 15 августа 1935 года, после тесного сближения с Юпитером на расстояние менее 0,08 а.е. (12 млн км). До этого перигелий кометы был дальше от Солнца, а период обращения более длительным. 
Возвращение кометы 1975—1976 годах было особенно благоприятным для наблюдения, поскольку после прохождения перигелия 28 декабря 1974 года, 4 февраля 1975 года она подошла к Земле на расстояние всего в 0,2344 а.е. (35,16 млн км), — в результате в январе её блеск достигал яркости в 7,5 m. 
Но самым благоприятным считается возвращение 1995—1996 годов, когда блеск кометы достиг 6,5  m звёздной величины. Это было восьмое возвращение кометы с момента её открытия. 25 декабря 1995 года она прошла перигелий на расстоянии 0,5319 а.е. от Солнца, при этом её яркость достигла рекордных 6,5  m, а уже 6 февраля 1996 года она пролетела мимо Земли на расстоянии 0,1702 а. е. (25,53 млн км), но наблюдать её уже было невозможно из-за близости к Солнцу (15 января для земного наблюдателя она находилась всего в 4,3 ° градуса от Солнца). Комета активно фотографировалась солнечной обсерваторией SOHO с 9 по 18 января и имела магнитуду около 7,5 m. К 11 числу она потускнела до 9,0 m, а к 16 — уже до 11,0 m. 

### Возвращение 2011 и 2017 годов
Возвращение 2011 года обещало быть особенным, — 15 августа комета должна была приблизиться к Земле на рекордные 0,06 а.е. (9 млн км) и множество астрономов со всего мира готовились к этому явлению. Впервые её обнаружили 15 июня с магнитудой 21,0 m. С начала июля яркость кометы неуклонно росла, достигнув звёздной величины 18,0 m к 8 июля, 16,0 m к 22 числу. В начале августа блеск вырос до 12 m и к 14 августа достиг 8,0 m, после чего комета теряется в лучах Солнца и становится недоступной для визуального наблюдения. Большинство наблюдателей постоянно отмечали небольшую кому от 1 ' до 3 ' в течение всего этого периода, а к 11 августа она выросла до 12 ' минут угловой дуги. 
Хотя увидеть комету в момент максимального сближения не удалось, 19 и 20 августа ядро кометы было изучено радиолокационным методом в обсерватории Голдстоун, став пятнадцатой кометой, которую удалось обнаружить подобным образом. Вновь обнаружить комету визуальными методами удалось утром 24 сентября после прохождения перигелия с магнитудой 6,9 m и сильно концентрированной комой 3 ' угловых минут в поперечнике. Некоторые наблюдатели также отмечали хвост длиной 20 ' угловых минут.

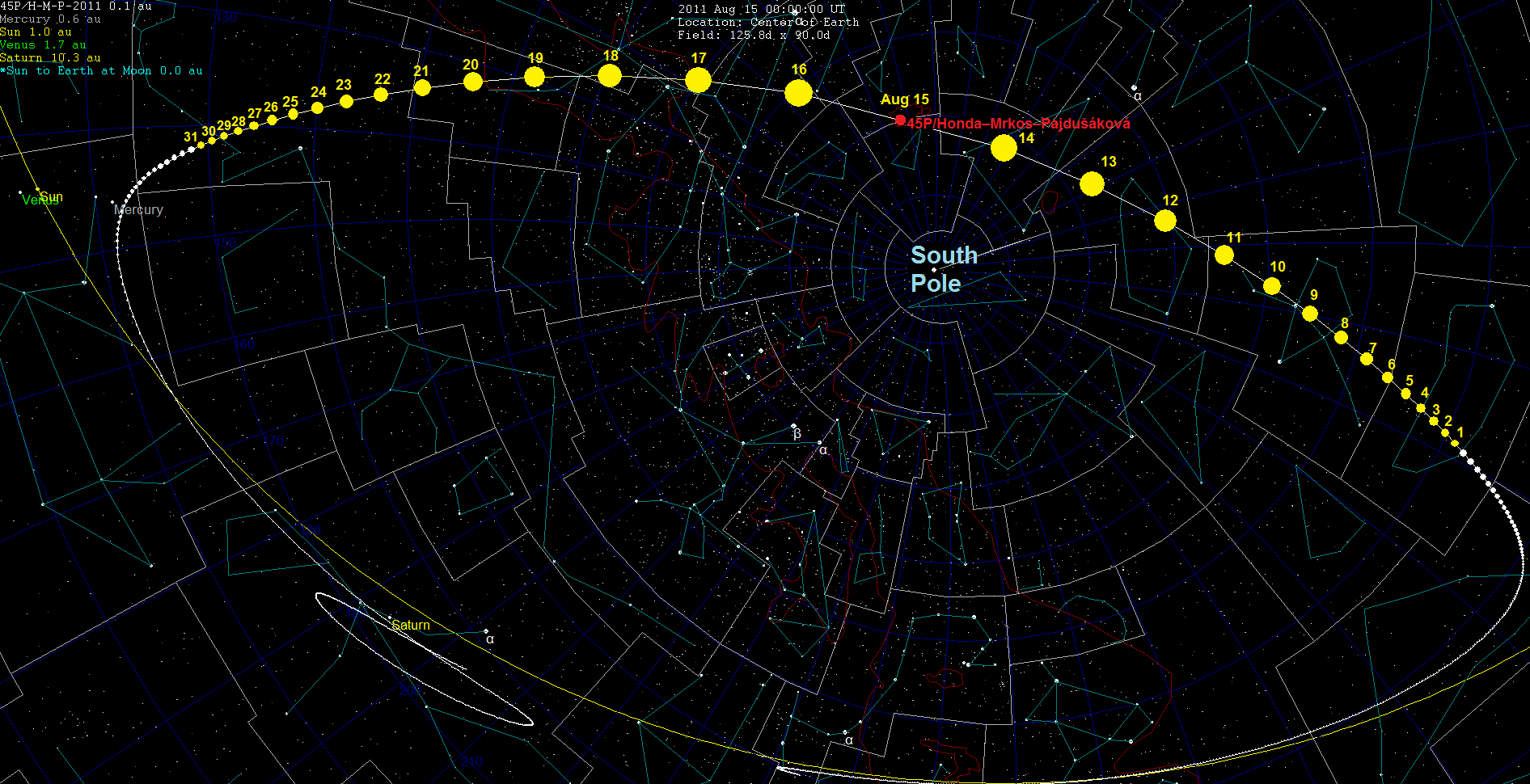
Звёздная карта перигелия в августе 2011 года, размер сфер пропорционален расстоянию до Земли
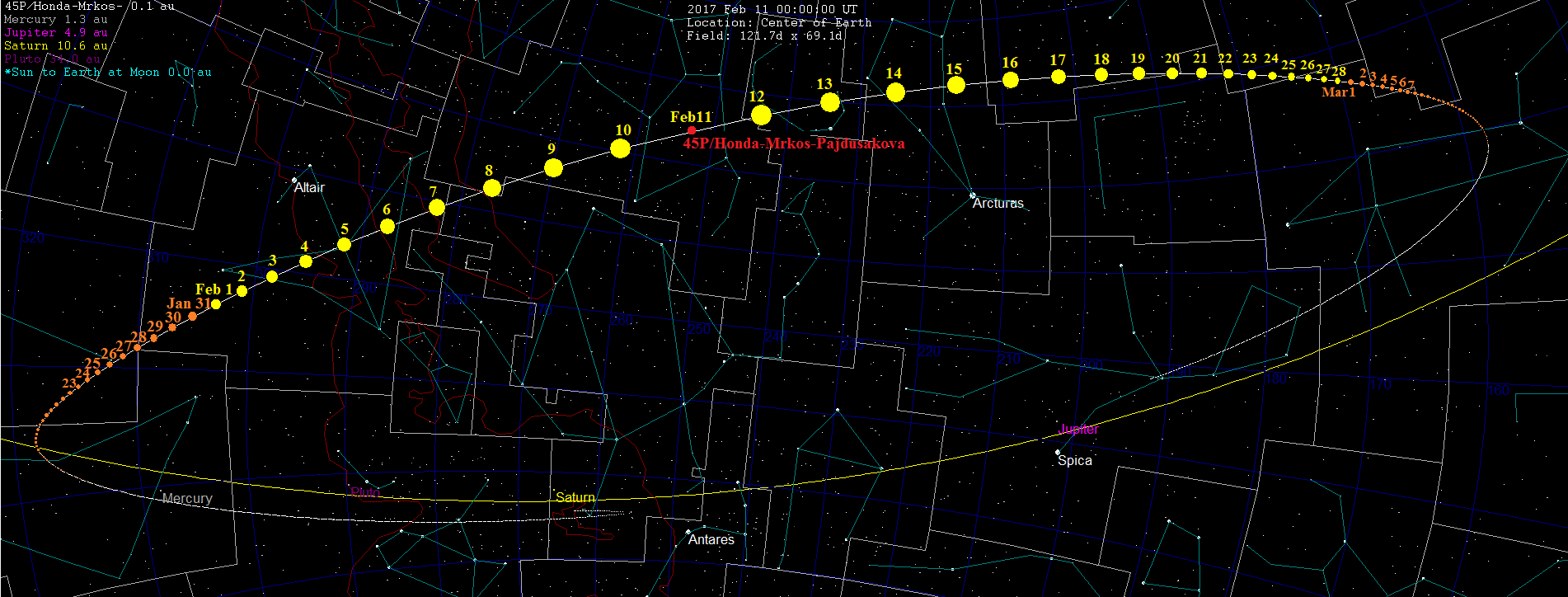
Орбитальное сближение кометы с января по март 2017 года, размер сфер пропорционален расстоянию до Земли

За возвращением 2017 года также активно наблюдали. 9 января 2017 года до соединения кометы с Солнцем и через некоторое время после прохождения перигелия 31 декабря 2016 года, комета достигала яркости 6,0 m. Когда 11 февраля 2017 года комета пролетала мимо Земли на расстоянии 0,0831 а.е. (12 млн км или примерно 32 расстояния от Земли до Луны) её яркость упала до 7,0 m, размер комы достиг 100 000 км, а скорость движения кометы относительно Земли была около 23 км/сек. Интересно, что дата сближения кометы совпала с датой лунного затмения 2017 года. 
С 9 февраля до 17 февраля 2017 года проводились радарные наблюдения кометы обсерваторией Аресибо. Эти наблюдения не только позволили уточнить орбиту кометы, но и дали представление о параметрах её ядра, которое обычно скрыто за испарениями газа и пыли. Новые радиолокационные наблюдения выявили, что ядро кометы 45P несколько больше, чем предполагалось ранее и имеет двудольное строение, как у 67P/Чурюмова — Герасименко. Радарные изображения определяют её размер приблизительно в 1,3 км вдоль наибольшей оси, а период вращения 7,6 часа.
Также комета наблюдалась спектрографом iSHELL, установленном на инфракрасном телескопе NASA «Infrared Telescope Facility» (IRTF). Целью исследования было изучение концентрации газов, вырывающихся с поверхности кометы при таянии льдов. Некоторые из них являются строительными блоками для аминокислот, сахаров и других биологически значимых молекул. Особый интерес представляли монооксид углерода и метан, которые довольно трудно обнаружить у комет семейства Юпитера. Наблюдения в течение двух дней в начале января 2017 года (вскоре после прохождения перигелия) позволили обнаружить большое количество метана, который как и CO должен был быстро улетучиваться в космос. Это делает 45P одной из редких комет, содержащих больше метана, чем окиси углерода. Предполагается, что метан попал в ловушку другого, более тугоплавкого льда, за счёт которого и задерживался на комете. При этом не исключается, что окись углерода может взаимодействовать с водородом с образованием метанола, чья концентрация тоже была превышена. Но если метанол находился в зёрнах изначального льда ещё до образования 45P, то комета всегда была такой. С другой стороны, уровни монооксида углерода и метанола в коме могли со временем измениться, поскольку кометы семейства Юпитера больше времени проводили у Солнца, чем кометы Облака Оорта.

## Сближение с планетами
В XX веке комета совершила 11 тесных сближения с Землёй и два с Юпитером, а в первой половине XXI века ожидается одно сближение с Венерой, пять с Землёй и одно с Юпитером.
- 0,62 а. е. от Земли 31 июля 1900 года;
- 0,64 а. е. от Земли 20 марта 1906 года;
- 0,26 а. е. с Земли 16 января 1917 года;
- 0,35 а. е. от Земли 24 ноября 1927 года;
- 0,08 а. е. от Юпитера 15 августа 1935 года;
  - уменьшение расстояния перигелия от 0,64 а. е. до 0,58 а. е.;
  - уменьшение орбитального периода с 5,53 до 5,27 лет;
- 0,83 а. е. от Земли 12 июля 1943 года;
- 0,43 а. е. от Земли 16 ноября 1948 года (способствовало открытию кометы)
- 0,59 а. е. от Земли 15 марта 1954 года;
- 0,30 а. е. от Земли 11 августа 1969 года;
- 0,23 а. е. от Земли 5 февраля 1975 года;
- 0,11 а. е. от Юпитера 26 марта 1983 года;
  - уменьшение расстояния перигелия с 0,58 а. е. до 0,54 а. е.;
  - увеличение орбитального периода с 5,28 до 5,30 лет;
- 0,29 а. е. с Земли 1 августа 1990 года;
- 0,17 а. е. с Земли 4 февраля 1996 года;
- 0,09 а. е. от Венеры 4 июня 2006 года;
- 0,06 а. е. от Земли 15 августа 2011 года;
- 0,09 а. е. от Земли 11 февраля 2017 года;
- 0,57 а. е. от Земли 20 июля 2027 года;
- 0,17 а. е. от Юпитера 3 августа 2030 года;
  - увеличение расстояния перигелия с 0,56 а. е. до 0,63 а. е.;
  - увеличение орбитального периода с 5,34 до 5,52 лет;
- 0,37 а. е. от Земли 6 ноября 2032 года;
- 0,39 а. е. от Земли 21 ноября 2043 года.

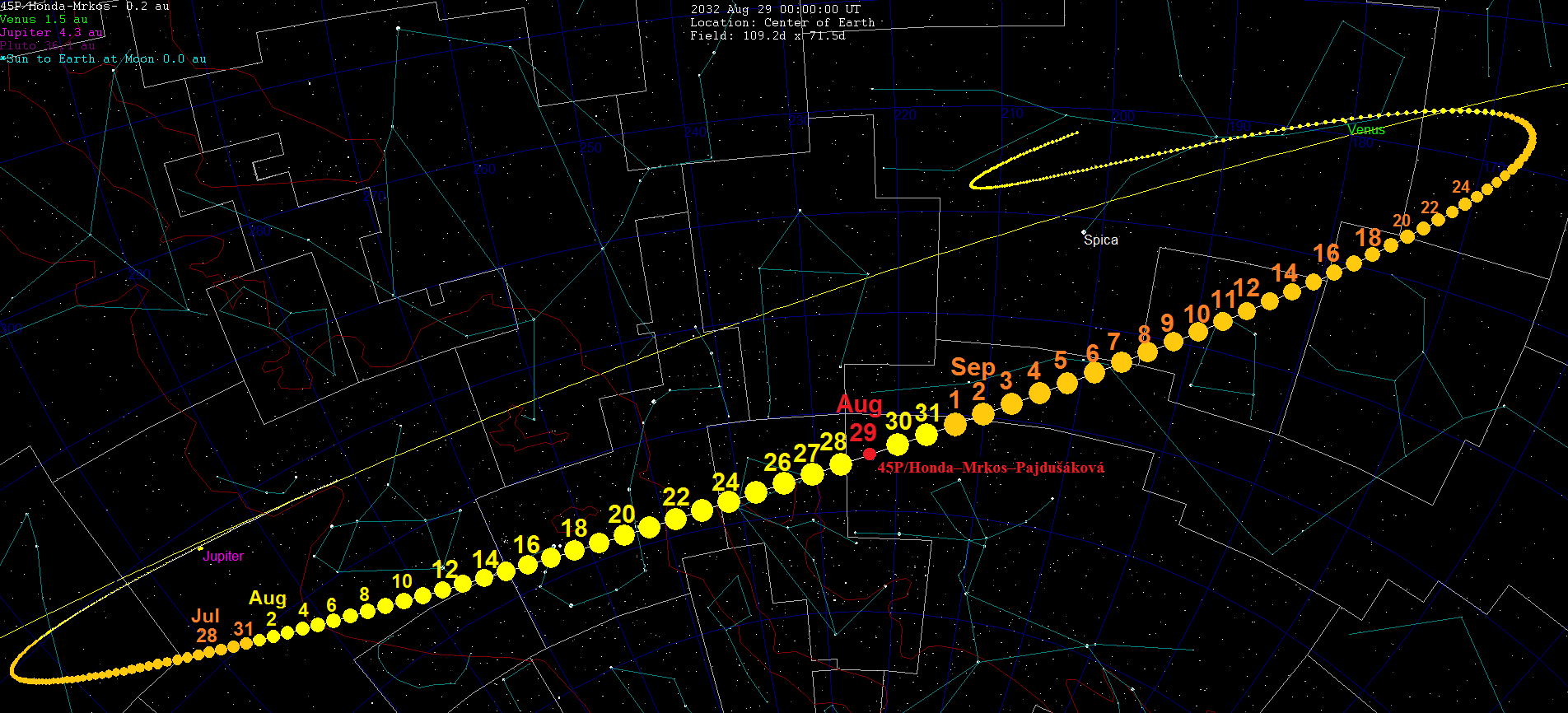
Звёздная карта перигелия 2032 года, когда комета в очередной раз будет рядом с Землёй. При этом её ожидаемая яркость достигнет 7 m.